# Dialog på skærmen
Dialog på skærmen er en dansk kortfilm fra 1974 med ukendt instruktør. Filmen er baseret på Gustav Wieds skuespil Et lille mellemværende fra 1899 og Den hellige aand fra 1905.

## Handling
Denne artikel mangler et handlingsreferat. Hjælp os med at skrive det.